# Перхушковская волость
Перхушковская волость — волость в составе Звенигородского уезда Московской губернии. Существовала до 1929 года. Центром волости был посёлок Жаворонки.
3 июля 1918 года из Перхушковской волости в Одинцовскую волость Московского уезда были переданы селения Акишево, Акулово, Богородское, Богородка, Внуково, Вырубово, Глазынино, Губкино, Изварино, Измалково, Кольчуга, Лайково, Линово, Луцкой, Лызлово, Одинцово, Переделка, Подушкино, Пыхтино, Рассказовка, Рождествено, Сареево Большое, Сареево Малое, Сомынка-Варвиха, Усово, Федосьино, Шельбутово, Шуельгино и Яскино.
По данным 1919 года в Перхушковской волости было 45 сельсоветов: Акиньшинский, Аннинский, Больше-Вяземский, Больше-Покровский, Бутынский, Власовский, Давыдковский, Дарьинский, Жаворонковский, Зайцевский, Захаровский, Ивановско-Анкудиновский, Кобяковский, Корневский, Крекшинский, Лапинский, Ликинский, Мало-Вяземский, Мало-Покровский, Марушкинский, Матвейковский, Митькинский, Назарьевский, Никольский, Осоргинский, Парфеновско-Соколовский, Перхушковский, Постниковский, Санинский, Санниковский, Свинорский, Семенковский, Сивковский, Сидоровский, Собакинский, Солмановский, Суминский, Толоконниковский, Толстопальцевский, Троицко-Тарасковский, Шарапковский, Шараповский, Щедринский, Юдинский и Ямищевский.
В 1921 году Акиньшинский, Аннинский, Бутынский, Власовский, Дарьинский, Зайцевский, Ивановско-Анкудиновский, Крекшинский, Мало-Покровский, Матвейковский, Никольвский, Парфеновско-Соколовский, Постниковский, Санинский, Санниковский, Семенковский, Сивковский, Собакинский, Солмановский, Суминский, Толоконниковский, Троицко-Тарасковский, Шарапковский, Щедринский и Ямищевский с/с были упразднены.
В 1922 году были образованы Акиньшинский, Анкудиновский, Аннинский, Бутынский, Власовский, Дарьинский, Зайцевский, Крекшинский, Матвейковский, Никольвский, Постниковский, Санинский, Санниковский, Свинорский Большой, Свинорский Малый, Семенковский, Сивковский, Собакинский, Соколовский, Солмановский, Суминский, Тарасковский, Толоконниковский, Шарапковский, Щедринский и Ямищевский с/с. Свинорский с/с был упразднён.
19 декабря 1922 года к Перхушковской волости были присоединены селение Часцы Шараповской волости и селения Борки, Бузаево, Денисово, Горышкино, Молоденово, Папушево, Солослово и Успенское Аксиньинской волости.
В 1923 году были упразднены Акиньшинский, Анкудиновский, Больше-Свинорский, Бутынский, Власовский, Дарьинский, Жаворонковский, Крекшинский, Мало-Свинорский, Матвейковский, Никольвский, Осоргинский, Постниковский, Саканский, Санниковский, Семенковский, Собакинский, Соколовский, Суминский, Тарасковский, Толоконниковский, Толстопальцевский, Шарапковский, Шараповский и Ямищевский с/с. Образованы Грибановский, Знаменский, Молоденовский, Свинорский, Солословский, Успенский и Часцовский с/с.
В 1924 году Больше-Покровский с/с был переименован в Покровский, Молоденовский - в Таганковский. Упразднены Грибановский, Зайевский, Захаровский, Лапинский, Марушкинский, Митькинский, Сидоровский и Щедринский с/с.
В 1926 году были упразднены Ликинский и Ямищевский с/с. Образованы Зайевский, Захаровский, Марушкинский, Митькинский, Тарасковский и Шараповский с/с.
В 1927 году были образованы Борковский, Дарьинский, Жаворонковский, Лапинский, Осоргнский, Семеновский, Сидоровский, Толстопальцевский и Щедринский с/с. Марушкинский с/с был переименован в Липинский, Митькинский - в Крекшинский, Таганьковский - в Молоденовский.
В 1929 году Крекшинский с/с был переименован в Митькинский. В результате волость стала включать 29 с/с: Борковский, Больше-Вяземский, Давыдковский, Дарьинский, Жаворонковский, Зайцевский, Захаровский, Знаменский, Кобяковский, Корневский, Лапинский, Ликинский, Мало-Вяземский, Марушкинский, Митькинский, Молоденовский, Назарьевский, Осоргинский, Перхушковский, Покровский, Свинорский, Семенковский, Сидоровский, Солословский, Тарасковский, Успенский, Часцовский, Щедринский и Юдинский.
В ходе реформы административно-территориального деления СССР в 1929 году Перхушковская волость была упразднена.